# De serenade
De serenade is een schilderij van Judith Leyster in het Rijksmuseum in Amsterdam.

## Voorstelling
Het stelt een jonge man voor, die op een luit speelt. Op zijn hoofd draagt hij een gevederde baret.

## Toeschrijving en datering
Het werk is rechtsmidden gedateerd en gemonogrammeerd ‘1629 / J*’.

## Herkomst
Het werk is afkomstig uit de verzameling van de Amsterdamse koopman Pieter van Winter. Na zijn dood kwam het in bezit van zijn dochter, Lucretia Johanna van Winter, die in 1822 trouwde met Hendrik Six van Hillegom. Na zijn dood kwam het aan hun tweede zoon, Pieter Hendrik Six van Vromade. Zijn erfgenamen verkochten het werk in 1908 aan het Rijksmuseum samen met 38 andere schilderijen, waartoe ook Het melkmeisje van Vermeer behoorde. Deze aankoop kwam tot stand met steun van de Vereniging Rembrandt.
Twee muzikanten · De serenade · De vrolijke drinker (Pekelharing) · Peeckelhaering met een tinnen kan en een pijp · Vrolijk gezelschap · De laatste druppel · Zelfportret · Jongen in profiel · Meisje met strohoed · Twee kinderen met een kat · Vrolijk paar · Een spelletje triktrak · Man die een vrouw geld aanbiedt · Jonge vrouw met een luit · Het concert · Jonge fluitspeler · Kinderen met een kat en een aal · Portret van een onbekende vrouw · Stilleven · Bloemen in een vaas

Aquarel: De vroege Brabantsson

Toegeschreven: Portret van een vrouw, mogelijk zelfportret